# Lumban Pinggol
Lumban Pinggol is een bestuurslaag in het regentschap Samosir van de provincie Noord-Sumatra, Indonesië. Lumban Pinggol telt 465 inwoners (volkstelling 2010).